# Trachyphyllum inflexum
Trachyphyllum inflexum là một loài Rêu trong họ Pterigynandraceae. Loài này được (Harv.) A. Gepp miêu tả khoa học đầu tiên năm 1901.